# Бней-Брит
Бней-Брит (англ. B'nai-B'rith International, ивр. בְּנֵי בְּרִית‎, нем. Bnei Briß — бней брис) — одна из наиболее известных и старейших еврейских общественных организаций. Имеет отделения в 40 странах.

## История
Организация была основана в Нью-Йорке 13 октября 1843 года выходцами из Германии и изначально называлась по-немецки «Бундесбрудер» («Братья Союза»), или Unabhängiger Orden Bne Briss. Позднее организация стала называться «Бней-Брит» («Сыны Союза», «Сыны Завета», «Владыка Завета»). До 1850 года документы организации были оформлены на немецком языке. Эмблема «Бней-Брит» — менора (семисвечник). В 1870 г. насчитывал 141 ложу. В целях сплочения перед антисемитскими настроениями в Европе Бней-Брит начинает открывать отделения за океаном. Так, в 1882 году, в Берлине, было открыто первое европейское отделение Бней-Брит.
В преамбуле к уставу Бней-Брит цели организации сформулированы следующим образом: «Бней-Брит видит свою цель в объединении лиц еврейской веры в работе, направленной на удовлетворение их важнейших интересов и интересов всего человечества»
В 1897 году возникла женская секция Бней-Брит. К 1968 году она имела одну тысячу отделений в 22 странах (общее число членов — 135 тыс. человек).
Бней-Брит начала свою деятельность с основания приютов, домов престарелых и больниц. В 1901 году, когда иммиграция евреев из Восточной Европы достигла своего апогея, «Бней-Брит» совместно с Фондом австрийского барона Мориса де Гирша способствовала переезду иммигрантов с восточного побережья США в другие штаты. В течение 15 лет таким образом было расселено сто тысяч евреев.
Перед 1-й мировой войной, в ответ на усиление антисемитизма в США, Бней-Брит организовала Антидиффамационную лигу (1913). Основными целями Лиги являются борьба против антисемитизма во всех его проявлениях и отстаивание интересов еврейства.
В 1924 году была создана юношеская секция Бней-Брит, имевшая в 1970 г. около 1,5 тыс. отделений во многих странах мира (общее число членов — пятьдесят тысяч). В 1948 году возникло отделение Бнэй-Брит, ведающее еврейским обучением взрослых. Бней-Брит сыграла значительную роль в борьбе Израиля за независимость и служит важным связующим звеном между Государством Израиль и евреями диаспоры.
В 1973 году Бней-Брит присоединилась к Международному еврейскому комитету по межрелигиозным консультациям. Представители Бней-Брит в 1976 году принимали участие в работе совещания Международного католическо-еврейского комитета взаимодействия, проходившего в Еврейском университете в Иерусалиме, и в подобных совещаниях в 1980-х гг. Бней-Брит содействовала развитию культурной жизни еврейских общин, оказывала финансовую поддержку библиотекам, общинным центрам, образовательным программам. В 1987 г. Бней-Брит организовала в Лондоне концерт канторской музыки. В 1992 г., в рамках мероприятий, посвященных 500-летию изгнания евреев из Испании, Бней-Брит организовала передвижную выставку «Шествие к свободе: 500 лет еврейской жизни в Латинской Америке и на Карибских островах».
Бней-Брит поддерживала евреев Советского Союза в их стремлении переселиться на историческую родину в Израиль. Представители Бней-Брит участвовали в организации и работе 2-й всемирной конференции еврейских общин в поддержку советских евреев в Брюсселе (февраль 1976 г.).
К 1974 году число членов организации «Бней-Брит» составило около пятисот тысяч человек.

## Деятельность

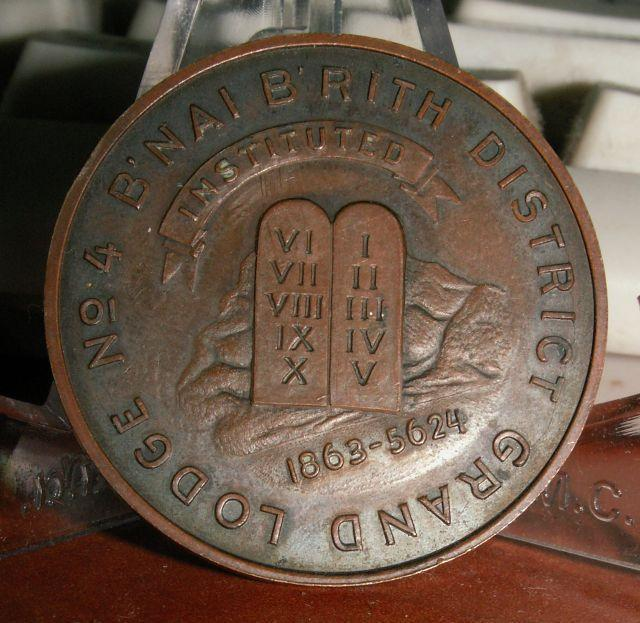
Орден Региональной Большой ложи Бней Брит № 4

В Израиле Бней-Брит поддерживает движение учащихся средних школ «Hoap ле-ноap», члены которого добровольно ведут общественную работу среди новоприбывших репатриантов. В Соединенных Штатах Америки число членов Бней-Брит сократилось с двухсот тысяч в 1969 г. до 136 тыс. в 1989 г. Причиной этого, по мнению руководства Бней-Брит, была нечеткость в постановке конкретных целей организации; создавалось впечатление, что Бней-Брит решала, прежде всего, социальные задачи; заинтересованность в личном участии в практической работе ослабла, (многие американские евреи предпочитают поддерживать организацию лишь материально). Работает женская секция Бней-Брит. Однако особое развитие в связи со значительным ростом антисемитизма в 1970-80-х гг. получила деятельность Антидиффамационной лиги. Лига наладила широкий выпуск информационных и справочных материалов, организовывала конференции, семинары и лекции, направляла протесты и послания государственным деятелям различных стран и общественным организациям. Лига боролась с антисемитизмом, распространившимся среди негритянского населения США. В 1975 г. Лига выпустила книгу «Евреи в американской истории. Справочник для учителей», чтобы преодолеть негативные представления о евреях, которые могут сложиться на основе учебников истории. Одним из приоритетных направлений деятельности Лиги была защита интересов Израиля на международной арене. Разрабатывались и осуществлялись программы противодействия арабской пропаганде, проводились кампании протеста против экономического бойкота Израиля.
Одно из важнейших направлений деятельности организации Бней-Брит — помощь Израилю, укрепление его позиций на международной арене, налаживание тесных контактов между евреями, проживающими в разных странах мира и евреями гражданами Израиля. Бней-Брит осуществляет совместный проект с ЭЙПАКом (AIPAC — American Israel Public Affairs Committee — Американо-израильский комитет по общественным связям) поездки молодых американских евреев в Израиль, включающие занятия в израильских учебных заведениях, работу в киббуцах, службу в частях Армии обороны Израиля. Антидиффамационная лига активно противодействовала резко усилившемуся антисемитизму после начала «Интифады Аль-Аксы». Большое внимание уделялось борьбе с проявлением антисемитизма в университетах, где наблюдался значительный рост различных антисемитских инцидентов. Так, 5 ноября 2004 г. началась кампания по борьбе с проявлениями антисемитизм в университетах Канады, организованная канадским отделением Бней-Брит. Был составлен список университетов, где еврейские студенты подвергались дискриминации. В этот список вошли университеты Конкордия, Йорк, Райерсон (Торонто), Университет Макмастер (Гамильтон), Университет Западной Онтарио. Бней-Брит подал жалобы в комитеты по правам человека Квебека, Онтарио и других провинций, были организованы несколько пресс-конференций, в результате чего появились публикации в средствах массовой информации Канады. Подчеркивалось тяжелое положение, которое сложилось в университете Конкордия, на пресс-конференции было объявлено о мерах, которое необходимо принять, чтобы не нарушались права студентов.
Бней-Брит проводит различные акции по пропаганде еврейской культуры. Так, с июня 2001 по июнь 2005 год в мэрии 16 округа Парижа проходили праздники книги, в которых участвовали популярные писатели, журналисты и ученые — евреи. В 2001 году впервые после семидесятилетнего перерыва состоялась Генеральная ассамблея Бней-Брит в Европе. Бней-Брит ежегодно присуждает награды и премии, самая почетная из них — президентская золотая медаль за выдающиеся заслуги перед еврейским народом и Государством Израиль. Среди награждённых были Д. Бен-Гурион, Голда Меир, президенты США Кеннеди, Джон Фицджеральд, Джордж Буш-старший. В ноябре 2005 года золотая медаль была присуждена бывшему канцлеру Австрии Ф. Враницкому, в 2006 году — премьер-министру Австралии Дж. Ховарду. В 2006 году Симона Вейль вручила награду за защиту прав человека католическому священнику П. Дюбуа за обнаружение на территории Украины около 400 мест массового захоронения евреев, уничтоженных во время Второй мировой войны. В одном из мест массовых захоронений были обнаружены останки 97 тысяч человек.